# 鳥取県道210号上石見黒坂停車場線
鳥取県道210号上石見黒坂停車場線（とっとりけんどう210ごう かみいわみくろさかていしゃじょうせん）は、鳥取県日野郡日南町から日野郡日野町に至る一般県道である。

## 概要
日野郡日南町上石見から日野郡日野町黒坂に至る。

### 路線データ
- 起点：鳥取県日野郡日南町上石見（岡山県道・鳥取県道8号新見日南線交点）
- 終点：鳥取県日野郡日野町黒坂（JR西日本伯備線 黒坂駅前）
- 総延長：12.2 km

## 路線状況

### 重複区間
- 鳥取県道46号日野溝口線（日野郡日野町中菅・黒坂橋交差点 - 日野郡日野町黒坂）

## 地理

### 通過する自治体
- 鳥取県
  - 日野郡日南町 - 日野郡日野町

### 交差する道路
| 交差する道路                                                 | 市町村名 | 市町村名 | 交差する場所 | 交差する場所 |
| ------------------------------------------------------------ | -------- | -------- | ------------ | ------------ |
| 岡山県道・鳥取県道8号新見日南線                              | 日野郡   | 日南町   | 上石見       | 起点         |
| 鳥取県道・岡山県道111号神戸上新見線                          | 日野郡   | 日南町   | 神戸上       |              |
| 鳥取県道257号花口下石見線                                    | 日野郡   | 日南町   | 花口         |              |
| 国道180号 国道183号 重複 鳥取県道46号日野溝口線 重複区間起点 | 日野郡   | 日野町   | 中菅         | 黒坂橋交差点 |
| 鳥取県道46号日野溝口線 重複区間終点                          | 日野郡   | 日野町   | 黒坂         |              |

### 沿線
- JR西日本伯備線
  - 上石見駅 - 黒坂駅
- 滝山公園